# Gare de L'Hermitage - Mordelles
La gare de L'Hermitage - Mordelles est une gare ferroviaire française de la ligne de Paris-Montparnasse à Brest, située sur le territoire de la commune de L'Hermitage, à proximité de Mordelles, dans le département d'Ille-et-Vilaine, en région Bretagne.
Elle est une station, lorsqu'elle est mise en service en 1863 par la Compagnie des chemins de fer de l'Ouest.
C'est une gare voyageurs de la Société nationale des chemins de fer français (SNCF), desservie par des trains express régionaux TER Bretagne ; elle est également une gare marchandises. Elle est établie à onze kilomètres à l'ouest de la gare de Rennes.

## Situation ferroviaire
Établie à 45 mètres d'altitude, la gare de L'Hermitage - Mordelles est située au point kilométrique (PK) 385,104 de la ligne de Paris-Montparnasse à Brest, entre les gares de Rennes et de Breteil.
La gare dispose de plusieurs voies de service et elle est également le point d'embranchement de deux installations terminales embranchées (ITE) (dit aussi embranchement particulier (EP)) : l'EP de la ZI de l'Hermitage et l'EP Bridel.

## Histoire
La station de L'Hermitage est mise en service le 7 septembre 1863 par la Compagnie des chemins de fer de l'Ouest, lorsqu'elle ouvre à l'exploitation la section de Rennes à Guingamp de sa ligne de Rennes à Brest.
Établie à 11 kilomètres à l'ouest de Rennes, cette première station intermédiaire est située sur la petite commune de L'Hermitage, qui compte seulement 450 habitants. Mais elle dispose également d'une situation centrale pour les communes de Cintré, Le Rheu, Pacé, Saint-Gilles, Clayes et La Chapelle-Thouarault. Elle dispose d'un bâtiment voyageurs dû à la Compagnie de l'Ouest, bien que la ligne ait été construite par l'État.
En 1881, la superficie utile de la plateforme de la gare est agrandie par l'apport de 25 000 m3 de terres établis en remblais. Cette terre vient de travaux effectués en gare de Rennes sur les talus situés au sud du bâtiment voyageurs.
En 1911, la laiterie de L'Hermitage (devenue Bridel) s'installe à proximité de la gare et un embranchement est créé pour la relier au réseau. En 1933, un pont bascule de 40-60 tonnes est installé en gare. L'année suivante, neuf voies de garage sont posées pour stocker des wagons en attente de réparations.

Installations de la gare vers 1900
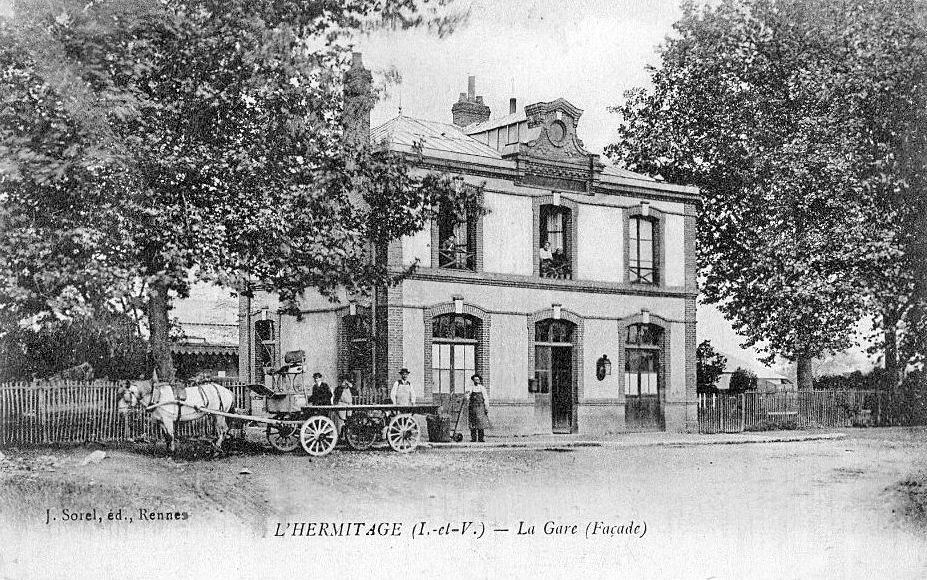
Bâtiment et cour.
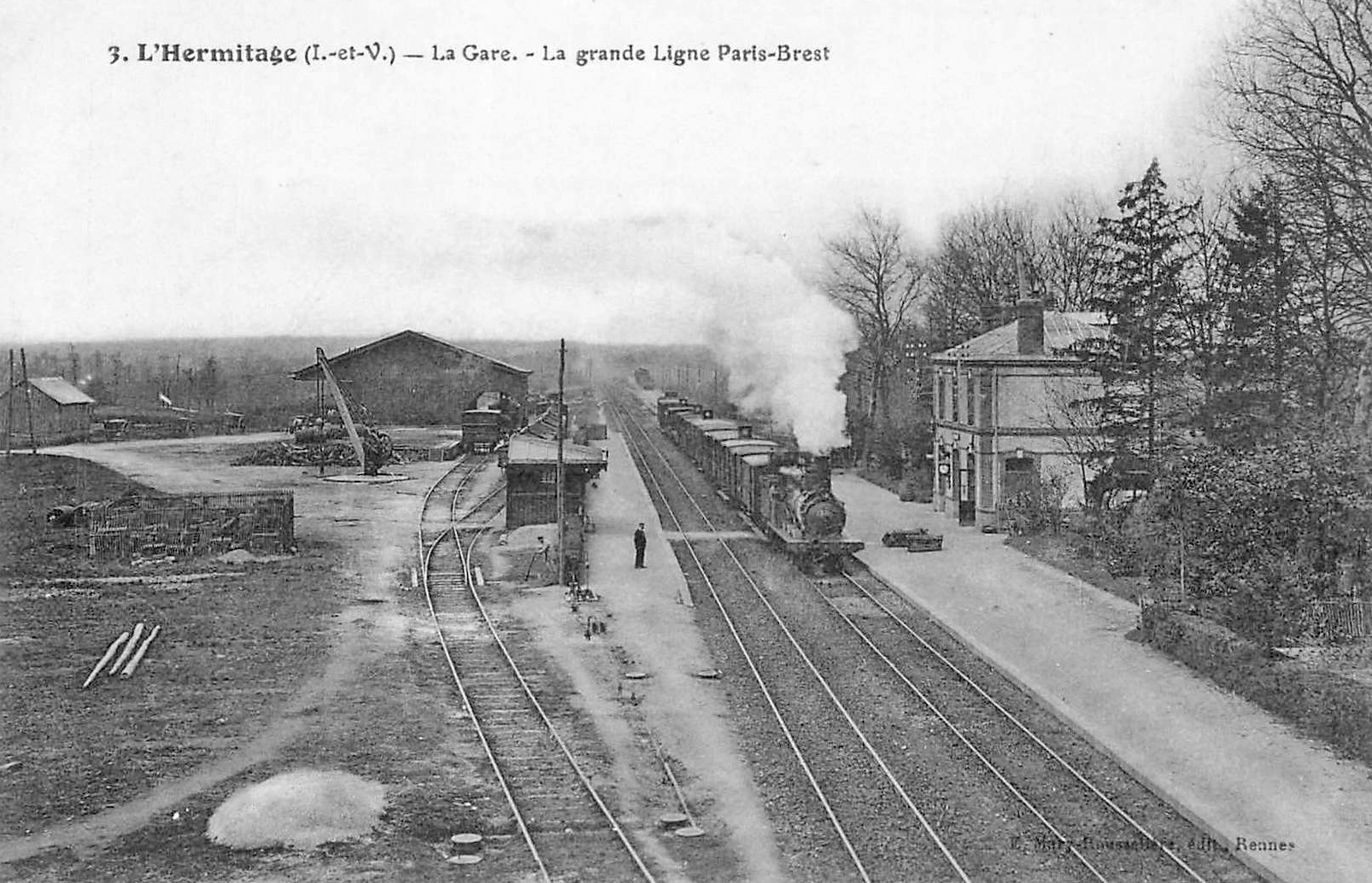
Voies et quais.

Pendant la Seconde Guerre mondiale, la gare est plusieurs fois la cible d'actions des Francs-Tireurs et Partisans français (FTPF), notamment en 1943 où ils provoquent le déraillement d'un train de marchandises.
En 1983, la voie 1 est équipée d'un appareil de voie permettant une entrée directe sur les voies de service impaires et l'EP de la ZI de l'Hermitage.
Dans les années 2010, des travaux sont effectués dans le cadre de l'amélioration de l'augmentation de la vitesse des trains entre Rennes et Brest. En 2012, compte tenu du passage de trains sans arrêt à 190 km/h, un passage souterrain pour piétons est construit. Ce chantier est imposé par la législation qui interdit l'utilisation de passages à niveau pour piétons lorsque la vitesse de franchissement d'une gare est supérieure à 160 km/h. Ce passage sous voies est équipé de deux escaliers et deux ascenseurs, pour l'accessibilité des personnes à mobilité réduite. Ces travaux sont complétés par la reprise des quais, l'installation d'un nouveau mobilier (dont de nouveaux abris), la rénovation du bâtiment voyageurs, l'installation d'un abri sécurisé pour les vélos et de l'aménagement de ses abords.

## Fréquentation
De 2015 à 2023, selon les estimations de la SNCF, la fréquentation annuelle de la gare s'élève aux nombres indiqués dans le tableau ci-dessous.
| Année     | 2015   | 2016   | 2017   | 2018   | 2019   | 2020   | 2021   | 2022   | 2023   |
| --------- | ------ | ------ | ------ | ------ | ------ | ------ | ------ | ------ | ------ |
| Voyageurs | 41 392 | 41 127 | 39 823 | 38 393 | 45 614 | 30 059 | 37 499 | 55 145 | 60 286 |

## Service des voyageurs

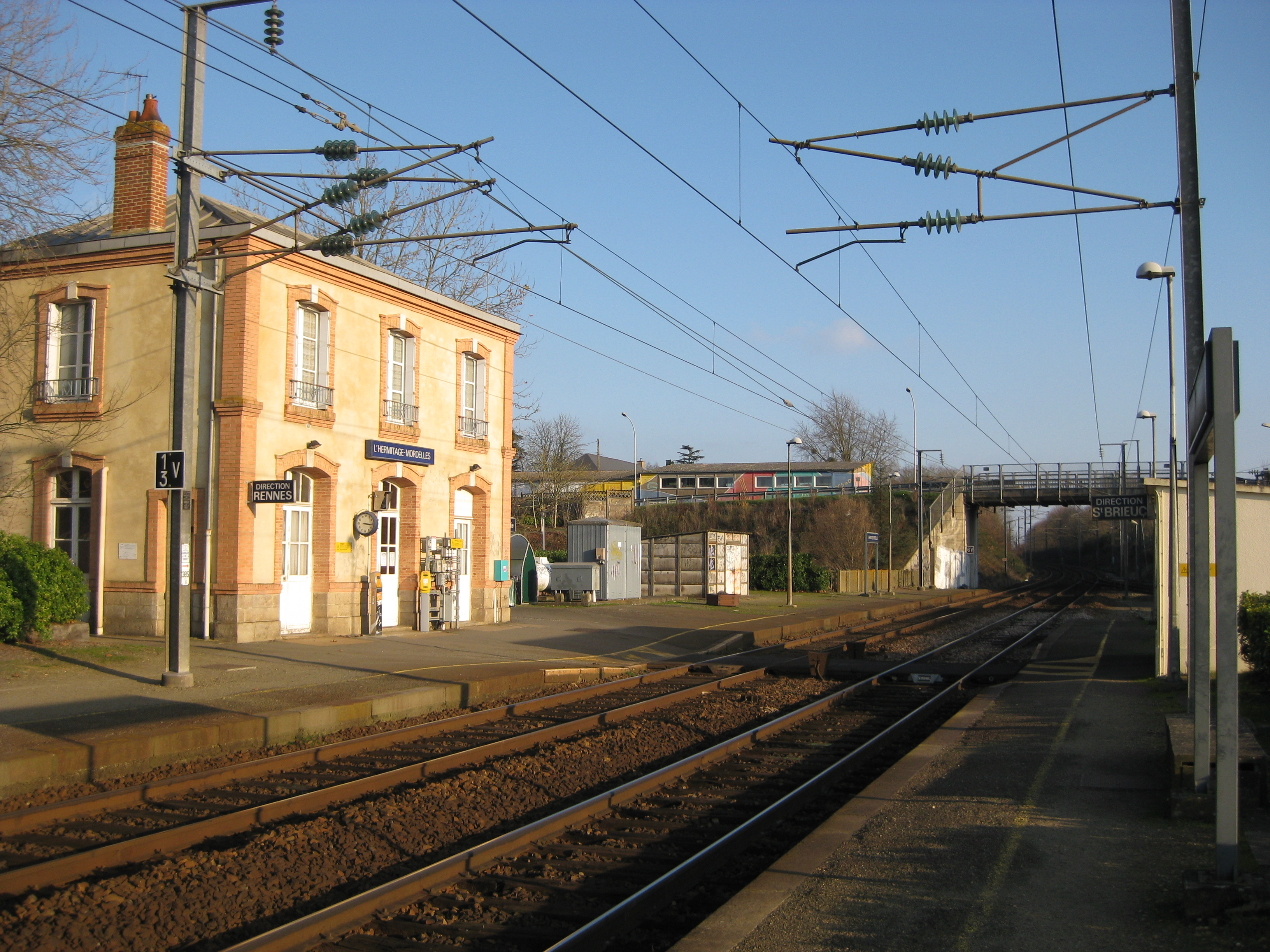
La gare en 2008, avant la construction du passage souterrain.

### Accueil
Gare SNCF, elle dispose d'un bâtiment voyageurs. Elle est équipée d'automates pour l'achat de titres de transport TER.
Un passage souterrain, avec ascenseurs, permet la traversée des voies et l'accès aux quais. Elle est située dans la zone de validité des titres de transport intermodaux Unipass de Rennes Métropole,.

### Desserte
L'Hermitage - Mordelles est une gare régionale desservie par des trains TER Bretagne de la relation Rennes – La Brohinière – Saint-Brieuc.

### Intermodalité
Un parc pour les vélos (abri sécurisé de 10 places) et un parking pour véhicules y sont aménagés.
À environ 150 mètres, l'arrêt L'Hermitage Gare, situé rue de la Poste à proximité du croisement avec la rue de la Gare, est desservi par les lignes de bus 53, 153ex et 238 du STAR.

## Service des marchandises
La gare dispose de deux installations terminales embranchées (ITE), en activités, et de voies de services.

## Patrimoine ferroviaire
Le patrimoine ferroviaire de la gare comprend le bâtiment voyageurs, construit par la Compagnie de l'Ouest en 1863, amputé de son fronton horloge.